# مامادی سانو
مامادی سانو (انگلیسی: Mamadi Sano؛ زادهٔ ۱۹۴۴) بازیکن فوتبال اهل گینه بود.
وی همچنین در تیم ملی فوتبال گینه بازی کرده است.